# مارتا هکت
مارتا هکت (انگلیسی: Martha Hackett؛ زادهٔ ۲۱ فوریهٔ ۱۹۶۱) یک هنرپیشه اهل ایالات متحده آمریکا است.
از فیلم‌های معروف او می‌توان به بازی در فیلم هرگز بوسیده نشده اشاره کرد.